# Pagothenia borchgrevinki
El notothen pelado, o notothen calvo (Pagothenia borchgrevinki) es una especie de pez perciforme de la familia Nototheniidae que habita el océano sureño. Llega a medir hasta 22 centímetros de largo y puede habitar en profundidades de hasta 550 metros.
- Datos: Q924372
- Especies: Pagothenia borchgrevinki